# Комягино (Жирятинский район)
Комя́гино — деревня в Жирятинском районе Брянской области, в составе Жирятинского сельского поселения. 
 Расположена на левом берегу реки Судости, у юго-восточной окраины районного центра. Население — 347 человек (2010).

## История
Упоминается с XVII века как владение князей Борятинских; в XVIII веке перешла к Тютчевым (также называлась Никольская), с середины XIX века — владение Н. М. Васильчикова. Состояла в приходе села Жирятина.
Первоначально входила в состав Подгородного стана Брянского уезда; с последней четверти XVIII века до 1924 года в Трубчевском уезде (с 1861 — в составе Красносельской волости, с 1910 в Малфинской волости; в 1918—1919 входила во временно образованную Никольскую волость).
В 1924—1929 в Жирятинской волости Бежицкого уезда; с 1929 в Жирятинском районе, а в период его временного расформирования (1932—1939, 1957—1985) — в Брянском районе.
До 2005 года входила в Жирятинский сельсовет.